# Tobias Freudenberg
Tobias Freudenberg (* 1973) ist ein deutscher Rechtsanwalt und Journalist. Er ist seit 2010 Chefredakteur der Neuen Juristischen Wochenschrift.

## Werdegang
Von 2000 bis 2010 war Freudenberg in verschiedenen Funktionen für den Verlag Dr. Otto Schmidt in Köln tätig, so zeitweilig als stellvertretender Chefredakteur des von 1997 bis 2011 existierenden Fachblattes Anwaltsreport, und später als Chefredakteur der Zeitschriften Die Aktiengesellschaft und GmbH-Rundschau.
Im Mai 2010 teilte der Verlag C.H.Beck mit, dass der damals 37 Jahre alte Freudenberg zum 1. August die Schriftleitung der Neuen Juristischen Wochenschrift (NJW) übernimmt. Der bisherige Schriftleiter Achim Schunder wurde Leiter der Frankfurter Niederlassung des Beck-Verlages. Neben der NJW verantwortet Freudenberg auch die Zeitschrift für Rechtspolitik.
Neben seiner journalistischen Tätigkeit ist Freudenberg Mitglied im Beirat des Instituts für Prozess- und Anwaltsrecht (IPA) von Christian Wolf an der Gottfried Wilhelm Leibniz Universität Hannover, der Kommission Redaktion der Deutschen Fachpresse und der Jury für den Journalistenpreis der Stiftung Datenschutz. Er moderiert auf Fachveranstaltungen und Kongressen, so im Rahmen der Veranstaltung „Soldan Moot“, einem Wettbewerb für Jurastudenten, dem „Deutschen Anwaltstag“, „Unternehmensjuristenkongress“ und „Anwaltszukunftskongress“. Zudem veröffentlichte er zwischen 2006 und 2010 eine Reihe von Beiträgen beim Handelsblatt.